# Saint-Denis-de-Palin
Saint-Denis-de-Palin és un municipi francès, situat al departament de Cher i a la regió de Centre – Vall del Loira. L'any 2007 tenia 335 habitants.

## Demografia

### Població
El 2007 la població de fet de Saint-Denis-de-Palin era de 335 persones. Hi havia 128 famílies, de les quals 24 eren unipersonals (12 homes vivint sols i 12 dones vivint soles), 44 parelles sense fills, 48 parelles amb fills i 12 famílies monoparentals amb fills.
La població ha evolucionat segons el següent gràfic:
Habitants censats

### Habitatges
El 2007 hi havia 150 habitatges, 129 eren l'habitatge principal de la família, 8 eren segones residències i 13 estaven desocupats. 147 eren cases i 2 eren apartaments. Dels 129 habitatges principals, 103 estaven ocupats pels seus propietaris, 24 estaven llogats i ocupats pels llogaters i 2 estaven cedits a títol gratuït; 6 tenien dues cambres, 11 en tenien tres, 44 en tenien quatre i 68 en tenien cinc o més. 108 habitatges disposaven pel capbaix d'una plaça de pàrquing. A 41 habitatges hi havia un automòbil i a 80 n'hi havia dos o més.

### Piràmide de població
La piràmide de població per edats i sexe el 2009 era:
| Homes | Edats   | Dones |
| ----- | ------- | ----- |
| 0     | 95 o +  | 0     |
| 0     | 90 a 94 | 4     |
| 4     | 85 a 89 | 0     |
| 0     | 80 a 84 | 8     |
| 0     | 75 a 79 | 4     |
| 4     | 70 a 74 | 4     |
| 12    | 65 a 69 | 8     |
| 12    | 60 a 64 | 16    |
| 8     | 55 a 59 | 8     |
| 16    | 50 a 54 | 20    |
| 12    | 45 a 49 | 16    |
| 8     | 40 a 44 | 16    |
| 8     | 35 a 39 | 8     |
| 4     | 30 a 34 | 8     |
| 8     | 25 a 29 | 12    |
| 16    | 20 a 24 | 4     |
| 12    | 15 a 19 | 16    |
| 16    | 10 a 14 | 16    |
| 4     | 5 a 9   | 4     |
| 4     | 0 a 4   | 0     |

## Economia
El 2007 la població en edat de treballar era de 220 persones, 162 eren actives i 58 eren inactives. De les 162 persones actives 151 estaven ocupades (85 homes i 66 dones) i 11 estaven aturades (5 homes i 6 dones). De les 58 persones inactives 19 estaven jubilades, 14 estaven estudiant i 25 estaven classificades com a «altres inactius».

### Ingressos
El 2009 a Saint-Denis-de-Palin hi havia 128 unitats fiscals que integraven 332,5 persones, la mediana anual d'ingressos fiscals per persona era de 18.018 €.

### Activitats econòmiques
Dels 13 establiments que hi havia el 2007, 1 era d'una empresa de fabricació d'altres productes industrials, 1 d'una empresa de construcció, 2 d'empreses de comerç i reparació d'automòbils, 1 d'una empresa de transport, 1 d'una empresa d'hostatgeria i restauració, 1 d'una empresa immobiliària, 4 d'empreses de serveis, 1 d'una entitat de l'administració pública i 1 d'una empresa classificada com a «altres activitats de serveis».
Dels 3 establiments de servei als particulars que hi havia el 2009, 1 era un taller de reparació d'automòbils i de material agrícola, 1 empresa de construcció i 1 restaurant.
L'any 2000 a Saint-Denis-de-Palin hi havia 17 explotacions agrícoles que ocupaven un total de 2.343 hectàrees.

## Poblacions més properes
El següent diagrama mostra les poblacions més properes.